# Декабромид тетракремния
Декабромид тетракремния — неорганическое соединение,
бромпроизводное тетрасилана с формулой Si4Br10,
кристаллы,
гидролизуется водой.

## Получение
- Термическое разложение при 350°С полимерного дибромида кремния с последующим разделением смеси галогенидов фракционной перегонкой при пониженном давлении.
- Бромирование полимерного дибромида кремния с последующим разделением смеси галогенидов фракционной перегонкой при пониженном давлении.

## Физические свойства
Декабромид тетракремния образует кристаллы,
гидролизуется водой.